# For a Wife's Honor
For a Wife's Honor è un cortometraggio muto del 1908 diretto da David W. Griffith.

## Trama
Irving Robertson, un commediografo di successo che ha appena ricevuto una grossa somma dal suo impresario, deve assentarsi da casa per recarsi a teatro. Frank Wilson, un amico di famiglia venuto a chiedere un consiglio, viene ricevuto nello studio dalla signora Robertson. L'uomo, un cassiere di banca, è caduto nella trappola di sottrarre del denaro che adesso non sa come rifondere. Mentre si confida con la signora, i due sono spiati da una cameriera che si sta preparando a lasciare la casa, essendo stata appena licenziata. Piena di livore, alla ricerca di una vendetta, la domestica chiude a chiave la porta dello studio. Poi si precipita in strada, cercando di raggiungere Robertson. Quando lo trova, gli racconta del tradimento della moglie che ora si trova prigioniera insieme all'amante. Il commediografo, in preda alla gelosia, torna a casa dove, nel frattempo, sua moglie crede di essere caduta in una trappola tesale da Wilson. Ma quest'ultimo, innocente, trova in fretta a furia una scappatoia a quella situazione che sembra disperata, facendo entrare la signora Robertson nella sua stanza. Lui, rimasto solo nello studio, si fa sorprendere con il denaro del commediografo in mano, fingendo di essere venuto lì per derubarlo. Salva così l'onore della donna, chiusa nella sua stanza, mentre lui affronta la vergogna per la sua azione disonesta.

## Produzione
Il film fu prodotto dall'American Mutoscope & Biograph.

## Distribuzione
Il copyright del film, richiesto dall'American Mutoscope and Biograph Co., fu registrato il 19 agosto 1908 con il numero H114858. il film - un cortometraggio di circa otto minuti - uscì nelle sale degli Stati Uniti il 28 agosto 1908.
Non si conoscono copie ancora esistenti della pellicola che viene considerata presumibilmente perduta.